# Lee Yoon-mi
Lee Yoon-mi (이윤미?, I Yun-miLR, I Yun-miMR; 25 settembre 1981) è un'attrice e imprenditrice sudcoreana.

## Carriera
Lee Yoon-mi vinse il primo premio al Best Elite Model Best Talent Awards nel 1998. Debuttò nel settore dell'intrattenimento nel 2003 come membro del gruppo K-pop THE S (더 에스?).
Successivamente, Lee passò alla recitazione, recitando in serie televisive come Little Women (2004) e My Love (2006). Interpretò anche la protagonista nel musical The Golden Days nel 2011.
Nel 2007, Lee fondò il negozio online Coconut Island.

## Vita privata
Lee sposò il cantante e compositore Joo Young-hoon il 28 ottobre 2006. Hanno due figlie: Joo Ara, nato il 24 marzo 2010, e Joo Ra-el, nato il 4 agosto 2015.

## Filantropia
Lee sponsorizza anche i bambini attraverso Compassion International, un'organizzazione fondata nel 1952 per aiutare i bambini rimasti orfani a causa della guerra in Corea del Sud.

## Filmografia

### Televisione
- Little Women – serie TV (2004)
- Nae ireum-eun Kim Sam-soon – serie TV (2005)
- My Love – serie TV (2006)
- Nappeun yeoja chakhan yeoja – serie TV (2007)
- Soaring High – serie TV (2007)
- Dream High – serie TV (2011)
- Du Yeoja-eui bang – melodramma, episodio 58 (2013)[10]
- Siksyareul hapsida – serie TV, episodio 11 (2013)
- Uriga Saranghal Su Isseulkka – serie TV (2014)
- Triangle – serie TV (2014)
- Iron Lady Cha – serie TV (2015)

## Teatro
- The Golden Days (2011) – Butterfly Fairy

## Doppiatrici italiane
Nelle versioni in italiano delle opere in cui ha recitato, Lee Yoon-mi è stata doppiata da:
- Jenny De Cesarei in Dream High.